# Acrocephalus mendanae
El carricero de las Marquesas (Acrocephalus mendanae) es una especie de ave paseriforme perteneciente a la familia Acrocephalidae.  Se encuentra en las islas Marquesas meridionales (Polinesia Francesa).

## Subespecies y distribución geográfica
Se reconocen las siguientes subespecies:
- A. m. dido: ocupa la isla de Ua Pou;
- A. m. mendanae: se extiende en las islas de Hiva Oa y Tahuata;
- A. m. consobrina: se encuentre en Mohotani;
- A. m. fatuhivae: presente en la isla de Fatu Hiva.

Anteriormente se consideraba conespecífico del carricero de las Marquesas septentrionales (Acrocephalus percernis).